# هيو إم. كول
هيو إم. كول (بالإنجليزية: Hugh Marshall Cole)‏ هو مؤرخ أمريكي، ولد في 14 يوليو 1910 في بلدة بيتسفورد في الولايات المتحدة، وتوفي في 5 يونيو 2005 في الإسكندرية في الولايات المتحدة بسبب مرض الشريان المحيطي.